# Linnaeopsis
Linnaeopsis es un género con cuatro especies de plantas  perteneciente a la familia Gesneriaceae. Es originario de Tanzania.

## Descripción
Son plantas perennes, arbustivas o herbáceas. Las hojas alternas, pecioladas, lámina oblonga, ovada, cordada o suborbicula, membranáceas, gruesa o rugosa, cubiertas con tricomas de 2-6 células. Margen crenado o serrado. Las inflorescencias en cima axilares, pedunculadas, con hasta 10 flores. Corola de color blanco  campanulada con un corto tubo y una amplia boca abierta. El fruto es una cápsula cónica a cilíndrica, con semillas de color rojizo marrón.

## Taxonomía
El género fue descrito por Adolf Engler y publicado en Botanische Jahrbücher für Systematik, Pflanzengeschichte und Pflanzengeographie 28: 482. 1900.
Etimología
Linnaeopsis: nombre genérico compuesto por el nombre del género Linnaea, un género de Caprifoliaceae, y el sufijo griego  -όψις, -opsis = "parecido, similar", refiriéndose a la similitud con las flores de Linnaea. 

## Especies
- Linnaeopsis alba (E.A.Bruce) B.L.Burtt
- Linnaeopsis gracilis E.A.Bruce
- Linnaeopsis heckmanniana Engl.
- Linnaeopsis subscandens B.L.Burtt